# Johann de Kalb
Johann baron de Kalb (Erlangen, 19 juni 1721 – Camden, 19 augustus 1780), geboren als Johann Kalb, was een Frans legerofficier die als generaal-majoor diende in het Continentale Leger tijdens de Amerikaanse Onafhankelijkheidsoorlog. Hij sneuvelde in de slag bij Camden tegen het Britse leger.

## Jeugd en opleiding
Kalb werd geboren in Hüttendorf, een dorp nabij Erlangen in het Keurvorstendom Beieren, als zoon van Johann Leonhard Kalb en Margarethe Seitz. Hij leerde Frans, Engels en de nodige sociale vaardigheden om een aanzienlijke militaire commissie te krijgen in het Duitse Regiment Loewendal van het Franse leger. Hij onderscheidde zich tijdens de Oostenrijkse Successieoorlog in de Zuidelijke Nederlanden. Tijdens de Zevenjarige Oorlog werd hij gepromoveerd tot luitenant-kolonel en werd hij assistent-kwartiermeester-generaal in het Leger van de Opperrijn, een divisie die ontstond na de ontbinding van het Regiment Loewendal. In 1763 kreeg hij de Franse Orde van Militaire Verdienste en werd hij in de adelstand verheven met de titel van baron.

## Carrière
In 1764 zwaaide hij af uit het leger en trouwde hij met Anna Elizabeth Emilie van Robais, een erfgename uit een rijke familie van lakenwevers.
In 1768 reisde hij in het geheim naar Brits-Amerika om het niveau van ontevredenheid onder de kolonisten te peilen. Dit deed hij samen met de hertog van Choiseul, in opdracht van Frankrijk. Tijdens dit verblijf groeide bij hem het respect voor de kolonisten en hun spirit of independence ("geest van onafhankelijkheid").

### Amerikaanse Onafhankelijkheidsoorlog
In 1777 keerde hij terug naar Amerika met zijn beschermeling, de latere markies de La Fayette, en vervoegde hij de rangen van het Continentale Leger. Hij was ontgoocheld en misnoegd toen hij hoorde dat hij geen generaal-majoor zou worden. Dankzij de invloed van Lafayette werd hij op 5 september 1777 toch tot de gewenste rang bevorderd, al hoorde hij er pas van toen hij al op de terugweg naar Frankrijk was.
Hij bracht het grootste deel van de winter van 1777-8 door in Valley Forge, waar hij een divisie leidde van Pattersons en Learneds Brigades. Hij schreef een aanbevelingsbrief voor John Adams aan het Franse hof.
In die periode schreef De Kalb:

On the whole, I have annoyances to bear, of which you can hardly form a conception. One of them is the mutual jealousy of almost all the French officers, particularly against those of higher rank than the rest. These people think of nothing but their incessant intrigues and backbitings. They hate each other like the bitterest enemies, and endeavor to injure each other wherever an opportunity offers. I have given up their society, and very seldom see them. La Fayette is the sole exception; I always meet him with the same cordiality and the same pleasure. He is an excellent young man, and we are good friends... La Fayette is much liked, he is on the best of terms with Washington.
(Over het algemeen heb ik ergernissen te verdragen, waarvan u zich nauwelijks een voorstelling kan maken. Eén ervan is de onderlinge jaloezie van bijna alle Franse officiers, in het bijzonder tegen hen die een hogere rang hebben dan de anderen. Deze mensen denken aan niets anders dan hun onophoudelijke intriges en achterbaksheid. Ze haten elkaar als de bitterste vijanden, en trachten elkaar te schaden telkens een gelegenheid zich voordoet. Ik heb hun gezelschap opgegeven, en zie ze heel zelden. La Fayette is de enige uitzondering; ik ontmoet hem altijd met dezelfde hartelijkheid en hetzelfde plezier. Hij is een uitstekende jongeman, en we zijn goede vrienden... La Fayette wordt zeer op prijs gesteld. Hij staat op een zeer goed blaadje bij Washington.)

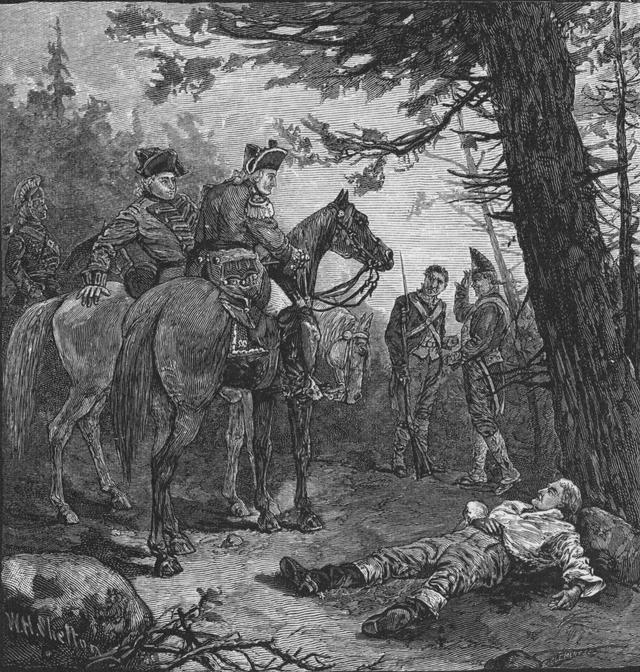
Een gravure van de gewonde baron de Kalb

De Kalb werd aangesteld om een divisie van de troepen uit Maryland en Delaware aan te voeren, en hij werd naar het zuiden, naar de Carolina's, gestuurd aan het hoofd van deze versterkingen. Tijdens de zuidelijke campagne van de Britten was hij teleurgesteld toen hij hoorde dat Horatio Gates het commando kreeg in plaats van hemzelf. Gates leidde het leger naar een desastreuze nederlaag in de slag bij Camden op 16 augustus 1780. Het paard van De Kalb werd onder hem neergeschoten, waardoor hij op de grond viel. Voor hij kon opstaan, werd hij driemaal beschoten en herhaaldelijk gebayonetteerd door Britse soldaten. Zijn vriend en bondgenoot, de ridder du Buysson, werd ernstig verwond terwijl hij bijkomende klappen met zijn lichaam tegenhield.
De Britse generaal Charles Cornwallis zou erop toegezien hebben dat De Kalbs wonden door zijn eigen chirurgen verzorgd werden in Camden (South Carolina). Op zijn sterfbed zou De Kalb tegen een Brits officier gezegd hebben:

I thank you sir for your generous sympathy, but I die the death I always prayed for: the death of a soldier fighting for the rights of man.
(Ik dank u, mijnheer, voor uw genereuze sympathie, maar ik sterf de dood waarvoor ik altijd gebeden heb: de dood van een soldaat die vecht voor de rechten van de mens.)

Bij een bezoek aan De Kalbs graf, vele jaren later, zou George Washington gezegd hebben:

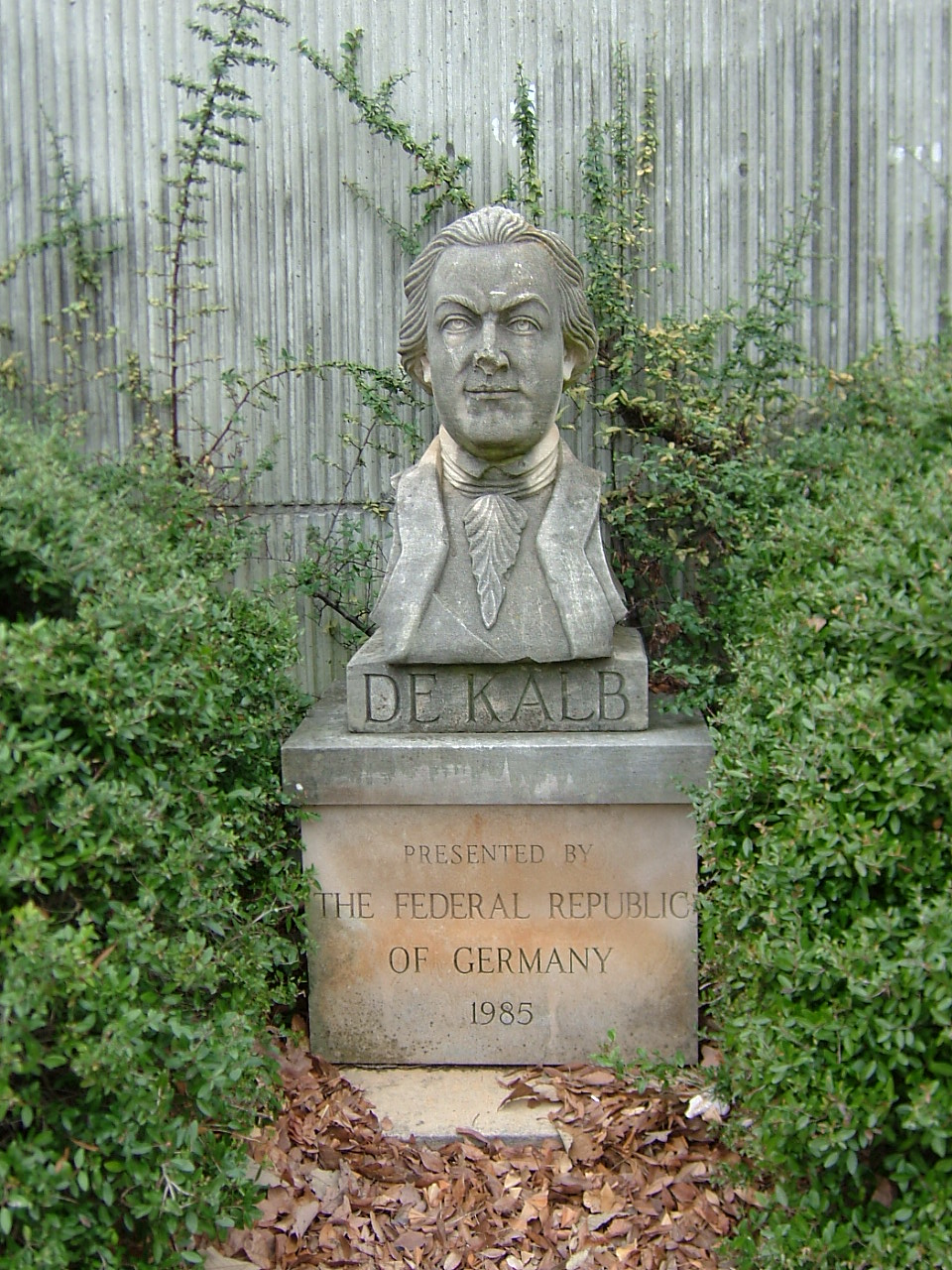
Buste van De Kalb in Decatur (Georgia)

So, there lies the brave de Kalb. The generous stranger, who come from a distant land to fight our battles and to water with his blood the tree of liberty. Would to God he had lived to share its fruits!
(Hier rust dus de dappere De Kalb. De genereuze vreemdeling, die uit een ver land komt om onze gevechten te strijden en met zijn bloed de boom van de vrijheid water te geven. God geve dat hij was blijven leven om zijn vruchten te delen!)

## Nalatenschap
De Kalb werd bijzonder vereerd door zijn tijdgenoten. Talrijke gemeenten en county's in de Verenigde Staten zijn naar hem (of DeKalb) genoemd, onder meer in Alabama, Georgia, Illinois, Indiana, Missouri, New York, Tennessee en Texas. Er zijn straten met de naam DeKalb Avenue in New York, Merrick en elders. In de New Yorkse borough Brooklyn hebben de Knights of Columbus hun Baron DeKalb Council #1073, opgericht in 1906, naar hem vernoemd. Zijn portret werd postuum geschilderd door Charles Willson Peale. In 1886 werd er een monument voor baron de Kalb opgericht op de gronden van het Maryland State House, om zijn bijdragen aan de Amerikaanse Revolutie te eren. Ten slotte droeg ook een basisschool van het Amerikaanse ministerie van defensie in Neurenberg (Duitsland) zijn naam; de school werd gesloten in de jaren 1990.